# Citroën C4

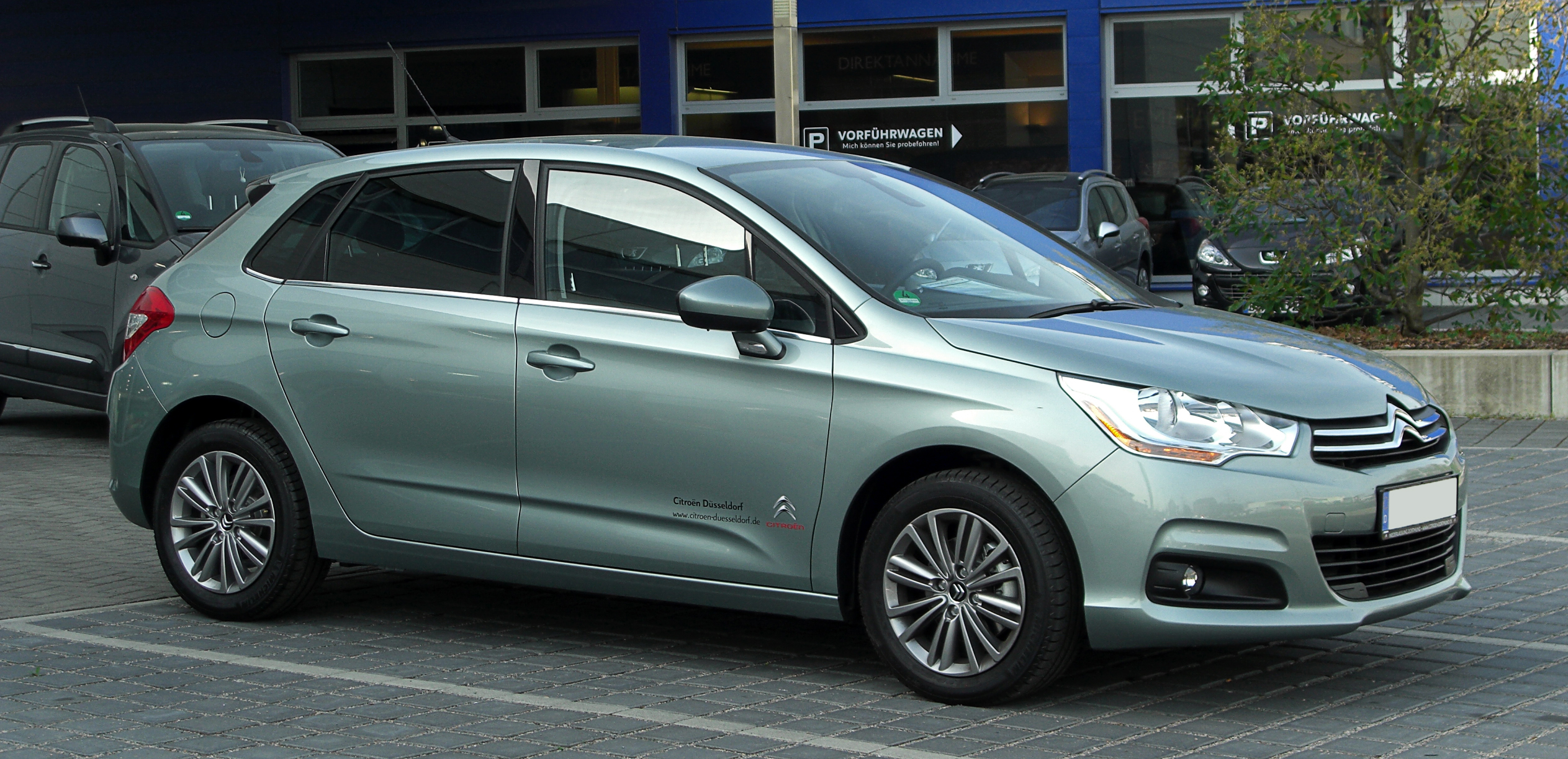
Citroën C4, andra generationen 2010-

Citroën C4 är en bilmodell i den så kallade Golfklassen, eller undre medelklassen, som har haft stora framgångar i rally. Tävlingsbilen vann VM med Sébastien Loeb fyra gånger, 2007-2010. 
Den ersatte år 2004 den något föråldrade Xsara och fanns två karosserier; 3-dörrars sportcoupé och en något mer konventionell 5-dörrarsvariant. Dessutom fanns en MPV-version som bygger på modellen; C4 Picasso. Utrymmen och mått är identiska versionerna emellan och det som skiljer dem åt är istället den yttre designen och vissa utrustningsalternativ. I Kina finns dessutom en sedanmodell med förlängt axelavstånd. C4 tillverkas i PSA-gruppens fabrik i Mulhouse, Frankrike. Motorer mellan 1,4 och 2,0 liter står än så länge till förfogande, varav två stycken är dieselversioner. 
C4:s främsta kännetecken är en relativt särpräglad form, signerad Donato Coco, vilken i 3-dörrarsversionen inte är helt olik Honda CR-X från 1980-talet och Mazda 323 från mitten av 1990-talets. 
Andra generationens C4 presenterades i mitten av 2010. 

## Motoralternativ
| Bensinmotorer                | Bensinmotorer | Bensinmotorer | Bensinmotorer            | Bensinmotorer    | Bensinmotorer | Bensinmotorer  | Bensinmotorer | Bensinmotorer      |
| Modell                       | Motor         | Volym         | Effekt                   | Vridmoment       | 0–100 km/h,s  | Max hastighet  | Komm.         | CO2-utsläpp (g/km) |
| ---------------------------- | ------------- | ------------- | ------------------------ | ---------------- | ------------- | -------------- | ------------- | ------------------ |
| PSA 1.4i 16V                 | 4-cyl. rak    | 1360 cc       | 89 hk (66 kW) @5250 rpm  | 133 Nm @3250 rpm | 12.8          | 182 km/h       |               | 153                |
| Prince 1.6 16V VTi           | 4-cyl. rak    | 1598 cc       | 118 hk (88 kW) @6000 rpm | 160 Nm @4250 rpm | 10.0          | 195 km/h       |               | 159                |
| Prince 1.6 16V VTi automatic | 4-cyl. rak    | 1598 cc       | 118 hk (88 kW) @6000 rpm | 160 Nm @4250 rpm | 11.9          | 187 km/h       |               | 165                |
| Dieselmotorer                |               |               |                          |                  |               |                |               |                    |
| Modell                       | Motor         | Slagvolym     | Effekt                   | Vridmoment       | 0–100 km/h,s  | Max. hastighet | Komm.         | CO2-utsläpp (g/km) |
| DV6, 1.6HDi 16V              | 4-cyl. rak    | 1560 cc       | 89 hk (66 kW) @4000 rpm  | 215 Nm @1750 rpm | 12.5          | 180 km/h       |               | 125                |
| DV6, 1.6HDi 16V              | 4-cyl. rak    | 1560 cc       | 108 hk (81 kW) @4000 rpm | 240 Nm @1750 rpm | 11.2          | 192 km/h       |               | 115                |

- 1.4 L (1360 cc) PSA TU ET3 Rak 4-cyl. 89 hk (66 kW) och 120 Nm
- 1.6 L (1587 cc) PSA TU5 rak 4-cyl., 108 hk (81 kW) och 150 Nm

också tillgänglig (från och med 09/2007) är en version kallad 1,6 BioFlex, som också kan köras på etanol (E85).
- 1.6 L (1560 cc) Ford DLD, DV6 HDi diesel rak 4-cyl., 91 hk (68 kW) - 108 hk (81kW)  och 216-240 Nm
- 2.0 L (1997 cc) PSA DW/EW10 16-ventilers rak 4-cyl. 141 hk (105 kW) och 190 Nm
- 2.0 L (1997 cc) PSA DW/EW10 S 16-ventilers rak 4-cyl., 175 hk (130 kW)
- 2.0 L (1997 cc) PSA EW/DW10 HDi diesel rak 4-cyl., 136 hk (101 kW) och 320 Nm

## Andra generationen
Den andra generationen presenterades i juni 2010. Den tillverkades endast i en 5-dörrarsversion och Citroën DS4, som kom i mitten av 2011, kom att utgöra en slags kupéversion. Båda modellerna var tillgängliga med de bränslesnåla e-HDi motorerna med start- och stoppteknologi. C4 monterades i PSA:s fabrik i Mulhouse i Frankrike.
2018 ersattes C4 av den uppdaterade versionen av C4 Cactus.